# Hans-Joachim Zillmer
Hans-Joachim Zillmer, né le 20 septembre 1950 à Mölln, Allemagne, est un entrepreneur allemand et, depuis 1998, l’auteur de livres controversés. Dans ses livres à succès traduits en dix langues, il examine les théories actuelles, en particulier dans les domaines de la géologie, de la géophysique, de la paléontologie et de l’évolution, et les remet en question, ainsi que leurs principes sous-jacents : uniformitarisme, échelle des temps géologiques. Il formule ses propres hypothèses dans le sens du catastrophisme. En particulier, il rejette la macroévolution et les méthodes de datation.

## Biographie
Hans-Joachim Zillmer a étudié le génie civil à l'Université Bergischen de Wuppertal et à l’Université technique de Berlin. Après ses études, il a fondé en 1977 puis dirigé une entreprise de construction, un cabinet d'ingénierie et une société de promotion immobilière à  Solingen puis à Berlin.

## Théories
Zillmer est, comme Immanuel Velikovsky, un représentant du catastrophisme, qu’il conjugue  avec une théorie  Jeune-Terre particulière, la théorie des catastrophes Jeune-Terre. Celle-ci ne remet pas en cause l’âge de la Terre, mais émet l’hypothèse qu’un déluge l’a recouverte il y a environ 5 000 à 6 000 ans, transformant sensiblement et refaçonnant la croûte terrestre. La thèse géologique de base est que plusieurs inondations géantes se sont déversées sur les continents : Amérique du Nord (dans le sud-ouest comme le nord-ouest), Australie et à partir des monts Altaï vers la Sibérie, la mer Caspienne et jusqu’à l’océan Arctique. Dans le même temps, l’axe de rotation de la terre a bougé, et c’est alors seulement que s'est produite la glaciation de l'Arctique et de l'Antarctique, qu’il nomme âge des neiges, une sorte de Grand âge glaciaire abrégé à vitesse accélérée. À cette époque, selon lui, la gravitation a augmenté, causant l’extinction d’animaux de grande taille comme le paresseux géant d'Amérique du Nord, qui avait la taille d’un éléphant ou le mammouth en Eurasie. Un monde nouveau en est sorti, avec des animaux plus petits, une pression atmosphérique plus faible (voir L'erreur de Darwin, 1998, p. 149) et une pesanteur accrue.
Selon les idées de Zillmer, ces catastrophes naturelles à l’échelle mondiale permettent de se passer d’une macroévolution - par opposition à la microévolution – pour expliquer le passage d’une espèce à l’autre, d’un être simiesque à l’homme. Zillmer croit plutôt que l'homme a été créé par des extra-terrestres (les  Anunnakis) qui auraient visité la terre il y a longtemps. En outre, 80 % des espèces animales auraient disparu à la fin de  l'Âge glaciaire (soit au début de l’Âge des neiges selon la terminologie de Zillmer). Par conséquent, il n’est pas possible d’attester d’une histoire de l'humanité, comme Zillmer l’explique dans son livre Le mensonge de l’évolution.
Dans le contexte d'événements catastrophiques dans le passé de la Terre, la paléogéographie des dinosaures présentée dans son Guide des dinosaures prend une place particulière. La multiplication du nombre de découvertes de dinosaures partout dans le monde a conduit  Zillmer à clamer que de plus en plus de dinosaures seraient trouvés sur de faux continents, c'est-à-dire des terres déjà isolées et séparées par des océans, si l’on se réfère à la chronologie issue de la tectonique des plaques. Pour résoudre ce problème, Zillmer met en avant la théorie de l’expansion terrestre.

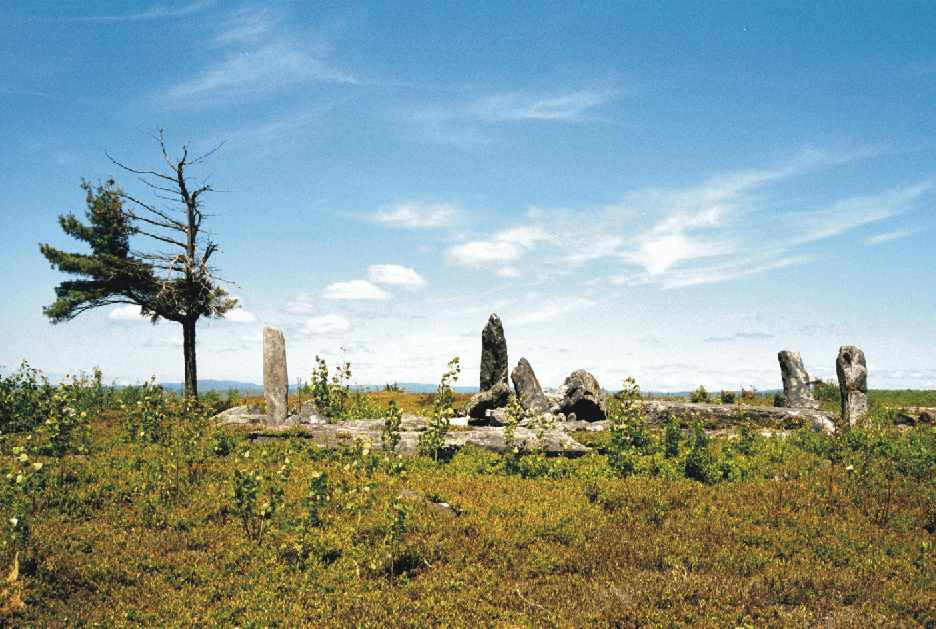
Cercle de menhirs près de Burnt Hill, dans le Massachusetts, aux États-Unis

Dans son livre Christophe Colomb est arrivé le dernier, il passe en revue les catastrophes naturelles jusqu’au XVe siècle à la lumière du catastrophisme et remet en cause la chronologie de  l'histoire culturelle de l'Ancien et du Nouveau Monde (voir aussi Critique de la chronologie). Il présente dans ce livre la théorie des Celtes en Amérique selon laquelle des Celtes et des Romains auraient atteint l'Amérique avant les Vikings. Il l’étaye avec des photos de prétendus menhirs et dolmens celtiques, accompagnées d’informations précises sur leur localisation et de pièces de monnaie romaines découverts en Amérique (colonisation des Amériques).

## Critiques
Aucun scientifique reconnu ne s’est saisi de l’œuvre de Zillmer ni de ses hypothèses. La discussion se limite à des recensions de ses livres. En dehors de l’inventaire de nombreuses erreurs de détail, des articles de revues scientifiques mettent particulièrement en évidence :
- l’utilisation de sources non valables comme des tchats de discussion ou le journal  Bild-Zeitung[1],[2],[3]
- la reproduction inexacte de sources[1],[2],[3]
- la méconnaissance de l’état de la science et de ses concepts fondamentaux[1],[2],[3],[4]
- la présentation de thèses inexistantes, périmées ou déformées des sciences auxquelles il s’en prend, suivie de leur réfutation[1],[2],[3],[5]
- la revendication de titres universitaires monnayés dans des usines à diplômes et de son appartenance à des instituts auxquels il est possible d'adhérer en s'acquittant d'une simple cotisation, sans examen ni preuve de compétence[4].

Ses opposants reprochent également à Zillmer de toujours brosser des tableaux de nature à impressionner le grand public,. Une revue critique du Guide des dinosaures fait l’éloge de la structure générale du livre, de son contenu, de sa présentation des sites archéologiques et des musées, sans recommander le livre en raison de ses insuffisances générales.

## Œuvres

### Œuvres originales en allemand
- Darwins Irrtum. Herbig, München 1998,  (ISBN 3-7844-3070-8). (10. Auflage. Herbig, 2011,  (ISBN 978-3-7766-5032-7).)
- Irrtümer der Erdgeschichte. Langen Müller, München 2001,  (ISBN 3-7844-2819-3). 4. Auflage 2006,  (ISBN 3-7844-6012-7).
- Dinosaurier Handbuch. Langen Müller, München 2003,  (ISBN 3-7844-2870-3).
- Kolumbus kam als Letzter. Langen Müller, München 2004,  (ISBN 3-7844-2952-1). (3. Auflage. Herbig, 2009,  (ISBN 978-3-7766-5026-6).)
- Die Evolutionslüge. Die Neandertaler und andere Fälschungen der Menschheitsgeschichte. 2. Auflage. Langen Müller, München 2005,  (ISBN 3-7844-3026-0). (2. Auflage 2008,  (ISBN 978-3-7844-6017-8))
- Der Energie-Irrtum: Warum Erdgas und Erdöl unerschöpflich sind. Herbig, München 2009,  (ISBN 978-3-7766-2608-7).
- Die Erde im Umbruch. Herbig, München 2011,  (ISBN 978-3-7766-2672-8)

### Œuvres traduites en français
- L'erreur de Darwin [« Darwins Irrtum »]  (trad. de l'allemand), Paris, Le Jardin des Livres, 2009, 375 p. (ISBN 978-2-914569-97-2)
- Darwin, Le mensonge de l'évolution [« Irrtümer der Erdgeschichte »]  (trad. de l'allemand), Paris, Le Jardin des Livres, 2010, 360 p. (ISBN 978-2-914569-81-1)
- Les découvertes des Amériques avant Colomb [« Kolumbus kam als Letzter »]  (trad. de l'allemand), Paris, Le Jardin des Livres, 2013, 352 p. (ISBN 978-2-914569-83-5)